# Rasswiet (obwód irkucki)
Rasswiet (ros. Рассвет) – osiedle w Rosji, w obwodzie irkuckim, w Ust-Ordyńskim Okręgu Buriackim, w rejonie osińskim. W 2021 liczyło 336 mieszkańców.